# 使徒的祝福
使徒的祝福（しとてきしゅくふく、伊：Benedizione apostolica, 西：Bendición Apostólica, 英：Apostolic blessing）または教皇の祝福は、教皇によって、直接または委任によって与えられる祝福である。

## 概要

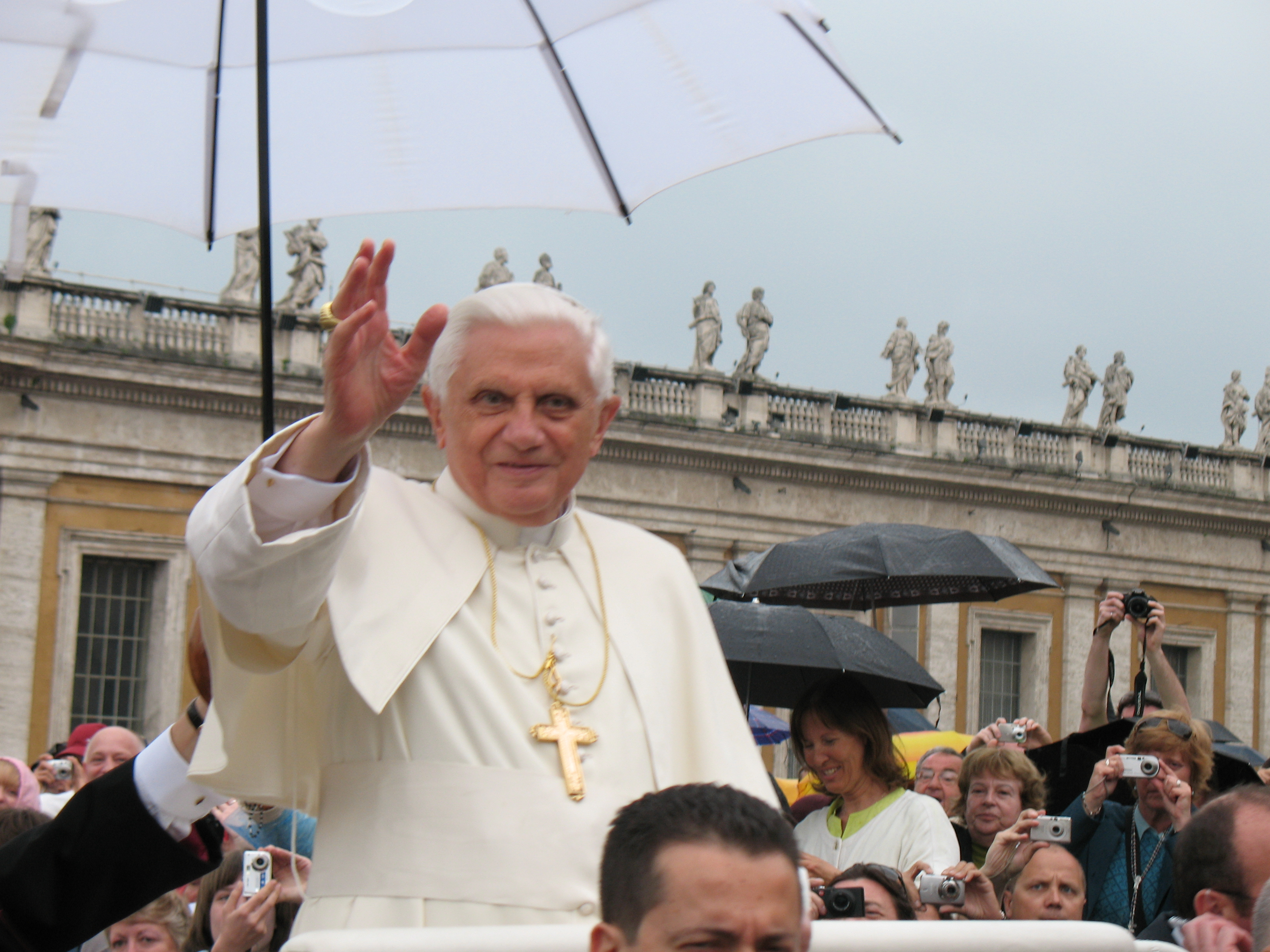
一般謁見(教皇ベネディクト16世)

教皇は多くの方法で使徒的祝福を与える。司教は年に3回祝福を授与する権限があり、どの司祭も、死に直面している人のために祝福を行うことができる。「教皇の祝福（Pontifical blessing)」としても知られる司教の祝福は、使徒的祝福とは区別される(司教は自分の権限でいつでも与えることができる)。

## 正式な儀式
使徒的祝福を授与するための特に正式な儀式はウルビ・エト・オルビの祝福である。教皇による祝福は毎年、復活祭とクリスマスの機会にサン・ピエトロ大聖堂のバルコニーから行われる。新教皇がコンクラーベで選任された時や特別な機会にも祝福が与えられる。

## 個人的な授与

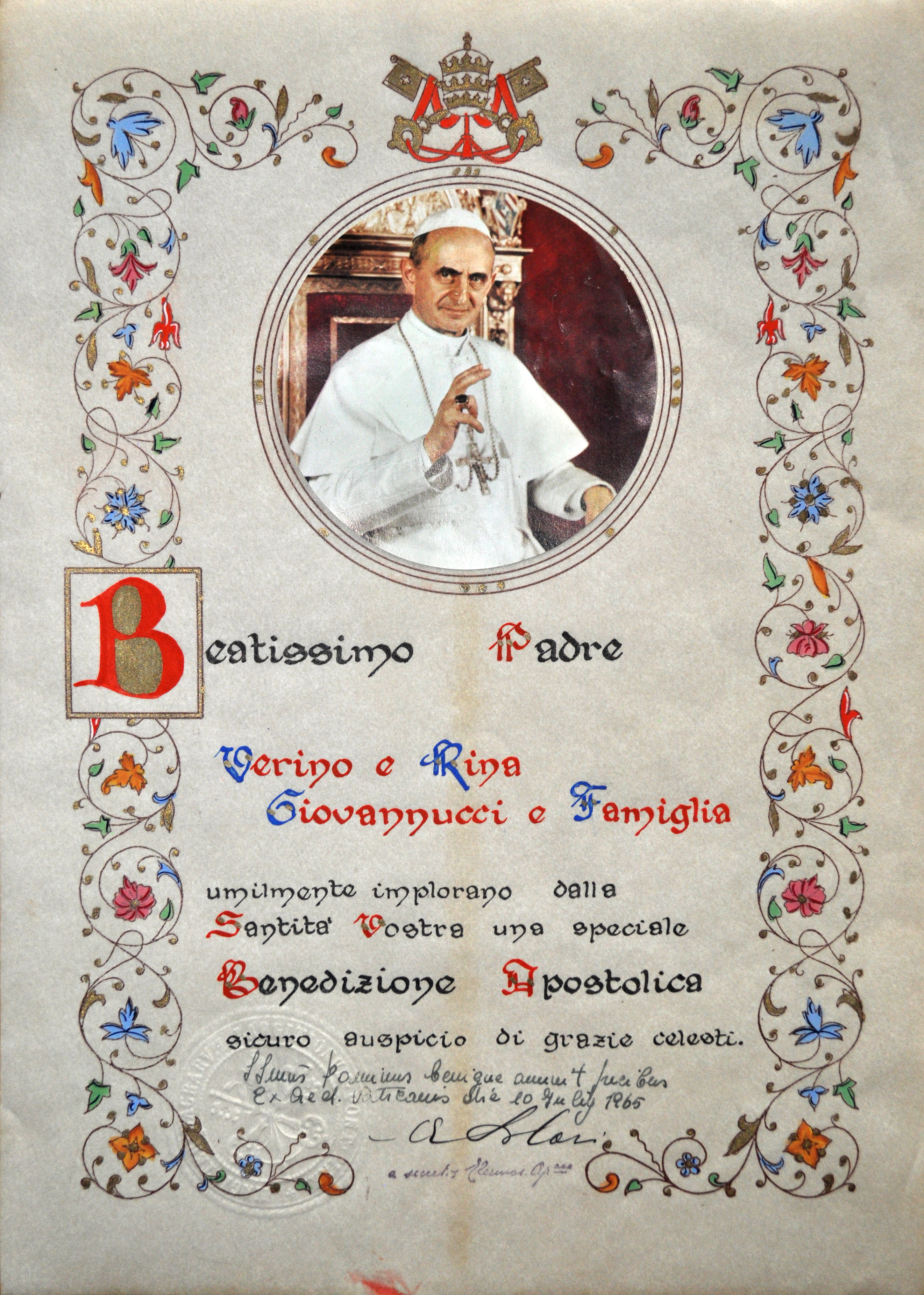
使徒的祝福(教皇パウロ6世)羊皮紙

使徒的祝福は、重要な機会に個人に与えられる手紙または羊皮紙によっても授与される。この場合、特定の形式の言葉は必要としない。教皇から個人に送られる手紙は、しばしば、その人およびその人に関連する他の人に使徒の祝福を与えることで終える。その一例は、教皇フランシスコの司教叙階25周年記念のアゴスティーノ・ヴァリーニ枢機卿への手紙である。

## 委任
司教は自分の教区内で年に3回、公式な祝日に使徒的祝福を与えることができる。教区司教と法的に同等であると教会法で認められている司教ではない高位聖職者(使徒座知牧区など)も同様である。例外的な状況では、他の機会にも祝福を与えることができる。特定の形式を使用して、ミサの終わりに通常の祝福の代わりに与えられる。教皇庁大使も、教皇の祝福を書面で与えるよう委任されている。
ウルビ・エト・オルビ形式で教皇自身によって、または、この認可に従って司教によって祝福を授与された時、教皇の祝福を受ける人々には全免償が与えられる。儀式自体に参加することができず、代わりにラジオやテレビで祝福を受ける人にも全免償が与えられる。
病気の司牧ケアに関する教会の儀式書は、免償の「使徒的祝福」と呼ばれるものに「使徒的恩赦」という用語を使用している。教会は死期が迫っている信者に司祭が教皇に代わって使徒的祝福を与え、全免償を与える時には、通常必要な3つの条件(ゆるしの秘跡と聖体拝領を受けること、教皇の意向のための祈り、罪への執着がないこと)を適用しない。